# Perforationsschritt
Unter Perforationsschritt versteht man in der Filmtechnik die Anzahl der Perforationslöcher, um die der belichtete Film pro Einzelbild in der Filmkamera weitertransportiert wird. Hierzu werden (auch bei doppelseitig perforiertem Film, wie 35-mm-Film oder 70-mm-Film) nur die Perforationslöcher auf einer Seite des Filmstreifens gezählt.
Beispiele für unterschiedliche Perforationsschritte:
- 8 mm: 1 Perforationsloch
- 16 mm: 1 Perforationsloch
- Super 16: 1 Perforationsloch
- 35 mm: 4 Perforationslöcher
- 35-mm-Techniscope: 2 Perforationslöcher
- Super 35: 3 Perforationslöcher
- 35-mm-Vistavision: 8 Perforationslöcher
- 65/70-mm-Panavision Super 70: 5 Perforationslöcher
- 65/70-mm-IMAX: 15 Perforationslöcher

Der Perforationsschritt wird häufig durch den Vorsatz "x/" oder durch den Nachsatz "x-perf" gekennzeichnet, wobei "x" für die Anzahl der Perforationslöcher steht. So wird beispielsweise das Filmformat von Stanley Kubricks 2001: Odyssee im Weltraum – gedreht in Panavision Super 70 – häufig mit "5/70" oder "70 mm 5-perf" angegeben.